# Gulella
Gulella is een geslacht van weekdieren uit de klasse van de Gastropoda (slakken).

## Soorten
- Gulella albersi (L. Pfeiffer, 1856)
- Gulella bicolor (Hutton, 1834)
- Gulella davisae Herbert, 2016
- Gulella hadroglossa Herbert, 2016
- Gulella menkeana (L. Pfeiffer, 1853)